# La via del ritorno
La Via del Ritorno è un romanzo dell'autore tedesco Erich Maria Remarque. Il romanzo venne pubblicato a puntate sul quotidiano tedesco Vossische Zeitung tra il dicembre del 1930 e il gennaio del 1931. Successivamente venne pubblicato nell'aprile del 1931.
L'opera racconta l'esperienza vissuta da un giovane reduce dalle trincee della prima guerra mondiale, il rientro in Germania e il tentativo di reinserirsi nella vita quotidiana.
Il libro si colloca cronologicamente come seguito di Niente di nuovo sul fronte occidentale e prima del romanzo Tre camerati.

## Trama
Quattro anni trascorsi in trincea, in un inferno di orrori, in un lembo di terra tutta buchi e distruzione, tra brandelli di divise, lampi d’artiglieria e missili che solcano il cielo come fiori colorati e argentei… e poi in un giorno del 1918 ecco, improvvisa, la pace. Niente più mitragliatrici, niente più spari, nessun sibilo di granate. Comincia la ritirata e il ritorno in Germania per Ernst e la sua compagnia. Trentadue uomini, su più di cinquecento fanti partiti all’inizio della Grande guerra. Attraversano la Francia camminando lentamente, con le loro divise stinte e sudicie, i volti irsuti sotto gli elmetti d’acciaio. Magri e scavati dalla fame, dalla miseria, dagli stenti. Anziani con la barba e compagni smilzi non ancora ventenni, coi lineamenti che segnano l’orrore, il coraggio e la fine, con occhi che ancora non riescono a capire: sfuggiti al regno della morte, ritornano davvero alla vita? Lungo la strada incontrano i nemici, gli americani. Indossano divise e mantelli nuovi, scarpe impermeabili e della misura giusta. Hanno armi nuove e tasche piene di munizioni. Sono tutti in ordine. Al loro confronto Ernst e i suoi hanno l’aspetto di una vera banda di predoni. Eppure, una sola parola sgarbata e si lancerebbero all’assalto, selvaggi e sfiatati, pazzi e perduti. Arrivano in Germania di sera, in un grosso villaggio. Qualche festone appassito pende sopra la strada. Dei manifesti stinti dalla pioggia danno il benvenuto. Ma nessuno li accoglie. Nessuna ragazza li saluta lungo la via, soltanto qualche bambino affamato corre loro accanto. Tutti sembrano tornati a occuparsi di se stessi, la vita continua come se loro fossero degli accessori. È quella davvero la patria, quella la casa? Oppure il fronte, quell’inferno di orrore e distruzione è penetrato così a fondo nei loro cuori che il lembo di terra della trincea è diventato la loro vera patria, terribile e straziante?
Pubblicato per la prima volta a puntate sulla Vossische Zeitung e poi in volume nel 1931, La via del ritorno, fa parte, insieme con Niente di nuovo sul fronte occidentale e Tre camerati, della trilogia di Erich Maria Remarque dedicata alla Grande Guerra. È uno dei libri più riusciti dello scrittore messo al bando dai nazisti, un’opera in cui la potenza delle immagini e delle parole si coniuga perfettamente con la storia narrata di un giovane reduce della Grande guerra. La prosa lieve e malinconica di Remarque raggiunge in queste pagine la sua più compiuta espressione, indugiando con maestria sui desolati paesaggi del terribile conflitto e restituendo al lettore l’anima di un personaggio che è il simbolo di un’intera generazione: una generazione che ha creduto di tornare a casa e dimenticare l’inferno delle trincee, e che invece ne è rimasta sopraffatta. Una maledizione atavica dell'anima tedesca.

## Incipit
(Erich Maria Remarque, La via del ritorno, 1931)

## Explicit
(Erich Maria Remarque, La via del ritorno, 1931)